# Solanum retroflexum
Espèce
Solanum retroflexum est une plante annuelle hermaphrodite dioïque et entomogame, aux formes très variables, mais généralement assez basse (moins de 60 cm).

## Description
Ses tiges sont le plus souvent glabres, vertes à noirâtres, à rameaux dressés ou étalés. Ses feuilles sont ovales à lancéolées, entières ou légèrement lobées. En France, elle fleurit de juin à début décembre et parfois plus tard en hiver. Il n’est pas rare de voir sur la même plante, les fleurs et les fruits à différents stades de maturité. L'inflorescence est une cyme unipare scorpioïde de cinq à dix fleurs, à corolle blanche (environ 1 cm), à pétales souvent réfléchis, et étamines jaunes saillantes. Le fruit est une baie globuleuse, entre noire et violette à maturité, contenant de nombreuses graines disséminées par endozoochorie.

## Dénominations
Solanum Retroflexum est également appelé dans les pays anglophones Wonderberry ou Sunberry, bien que ces dénominations soient également utilisées pour la morelle noire, pourtant plus régulièrement normée European Black nightshade.
On l'appelle parfois Garden Huckleberry (myrtille de jardin) ; à ne pas confondre avec Hucklebery qui décrit à la fois les bilberries (Vaccinium myrtillus) et les blueberries (Vaccinium corymbosum); mais cela fait référence à Solanum scabrum décrit par Philip Miller.

## Origine
La nature du genre Solanum n'est pas claire. Solanum retroflexum est considéré comme une hybride entre Solanum scabrum ou Solanum guineense et Solanum villosum. Son ancien nom scientifique, que l’on voit encore souvent, Solanum Burbankii, indique une plante d’origine hybride introduit par Luther Burbank au début des années 1900. Cependant cette plante se trouve naturellement en Afrique et selon la morphologie et les marqueurs d’ADN est étroitement lié à Solanum villosum. Solanum retroflexum est une espèce à part entière, alors que la combinaison hybride supposée ne serait pas viable en raison de Ploïdie différente entre Solanum guineense et Solanum villosum.
Solanum retrolexum, Solanum scabrum et Solanum villosum appartiennent toutes au genre Solanum centré autour de l'espèce type Solanum nigrum, la morelle noire.

## Toxicité et utilisation
Solanum retroflexum peut être utilisée en cuisine de la même façon que la Solanum nigrum dont elle présente la même toxicité.